# Yakuhananomia
Yakuhananomia là một chi bọ cánh cứng trong họ Mordellidae.
Chi này được miêu tả khoa học năm 1935 bởi Kôno.

## Các loài
Chi này gồm các loài:
- Yakuhananomia bidentata (Say, 1824)
- Yakuhananomia ermischi Franciscolo, 1952
- Yakuhananomia fulviceps (Champion, 1891)
- Yakuhananomia polyspila (Fairmaire, 1897)
- Yakuhananomia tsuyukii Takakuwa, 1978
- Yakuhananomia tui (Horák, 1996)
- Yakuhananomia uenoi Takakuwa, 1995
- Yakuhananomia yakui (Kôno, 1930)